# Andreas Jakobsson
Andreas Jakobsson (*Teckomatorp, Escania, Suecia, 6 de octubre de 1972), futbolista sueco. Juega de defensa y su primer equipo fue Landskrona BoIS.

## Selección nacional
Ha sido internacional con la Selección de fútbol de Suecia, ha jugado 36 partidos

## Participaciones en Copas del Mundo
| Campeonatos                    | Sede                  | Resultado   |
| ------------------------------ | --------------------- | ----------- |
| Copa Mundial de Fútbol de 2002 | Japón y Corea del Sur | 8° de final |

## Palmarés

### Campeonatos nacionales
| Título         | Club            | País   | Año  |
| -------------- | --------------- | ------ | ---- |
| Allsvenskan    | Helsingborgs IF | Suecia | 1999 |
| Copa de Suecia | Helsingborgs IF | Suecia | 1998 |

## Clubes
| Club            | País       | Año       |
| --------------- | ---------- | --------- |
| Landskrona BoIS | Suecia     | 1990-1994 |
| Helsingborgs IF | Suecia     | 1995-2000 |
| Hansa Rostock   | Alemania   | 2000-2003 |
| Brøndby IF      | Dinamarca  | 2003-2004 |
| Southampton FC  | Inglaterra | 2004-2005 |
| Helsingborgs IF | Suecia     | 2005-     |